# السحل (ريف دمشق)
السحل قرية سوريّة تتبع إداريّاً لمحافظة ريف دمشق منطقة النبك ناحية مركز النبك، بلغ تعداد سكانها 5,677 نسمة حسب التعداد السكاني لعام 2004.